# St. Andreas (München)

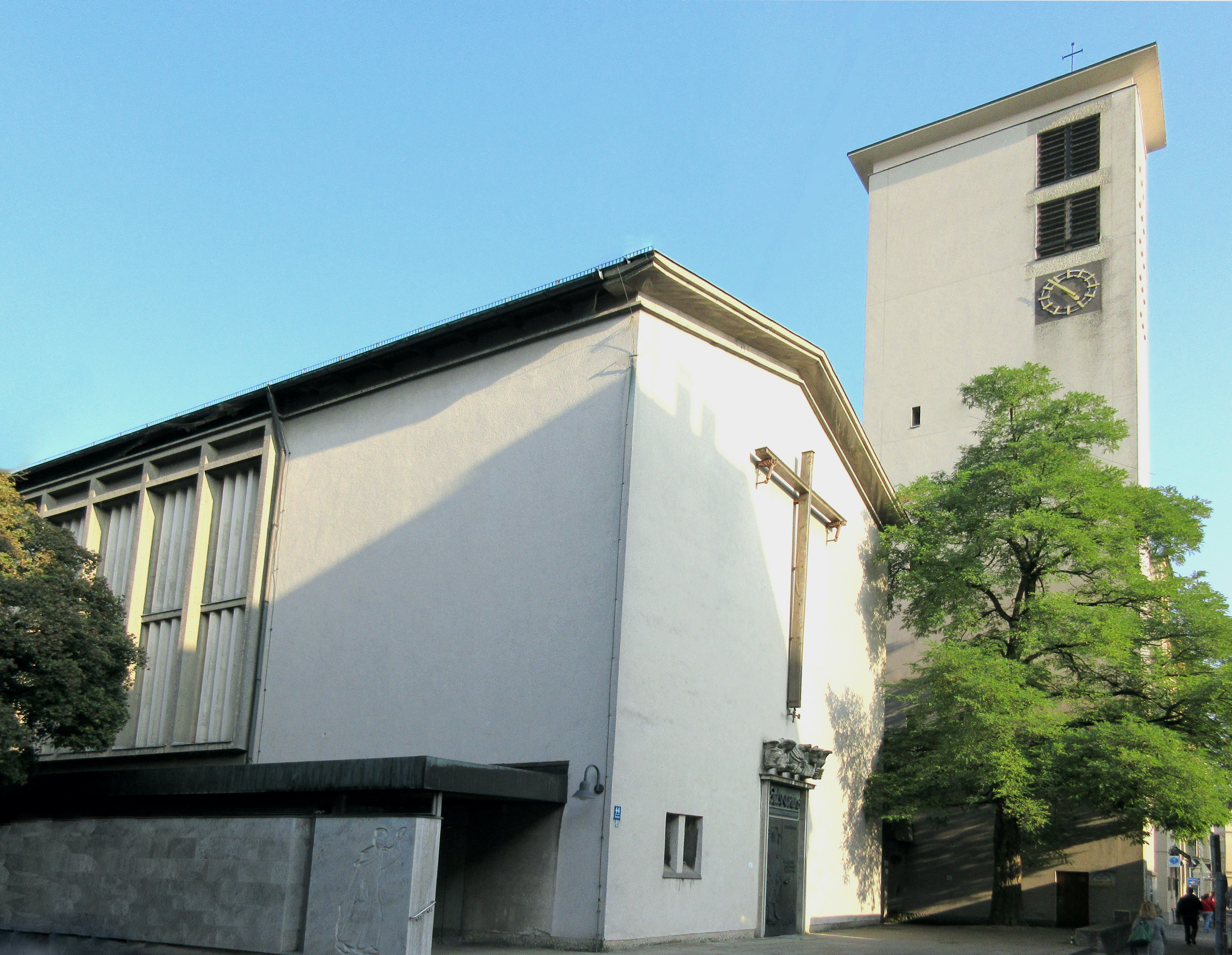
Kirche St. Andreas in München

Die römisch-katholische Pfarrkirche St. Andreas in der Zenettistraße 44 im Schlachthofviertel in München entstand 1952 bis 1953 als eine der ersten modernen Kirchenbauten Münchens nach dem Zweiten Weltkrieg nach Plänen von Ernst Maria Lang.

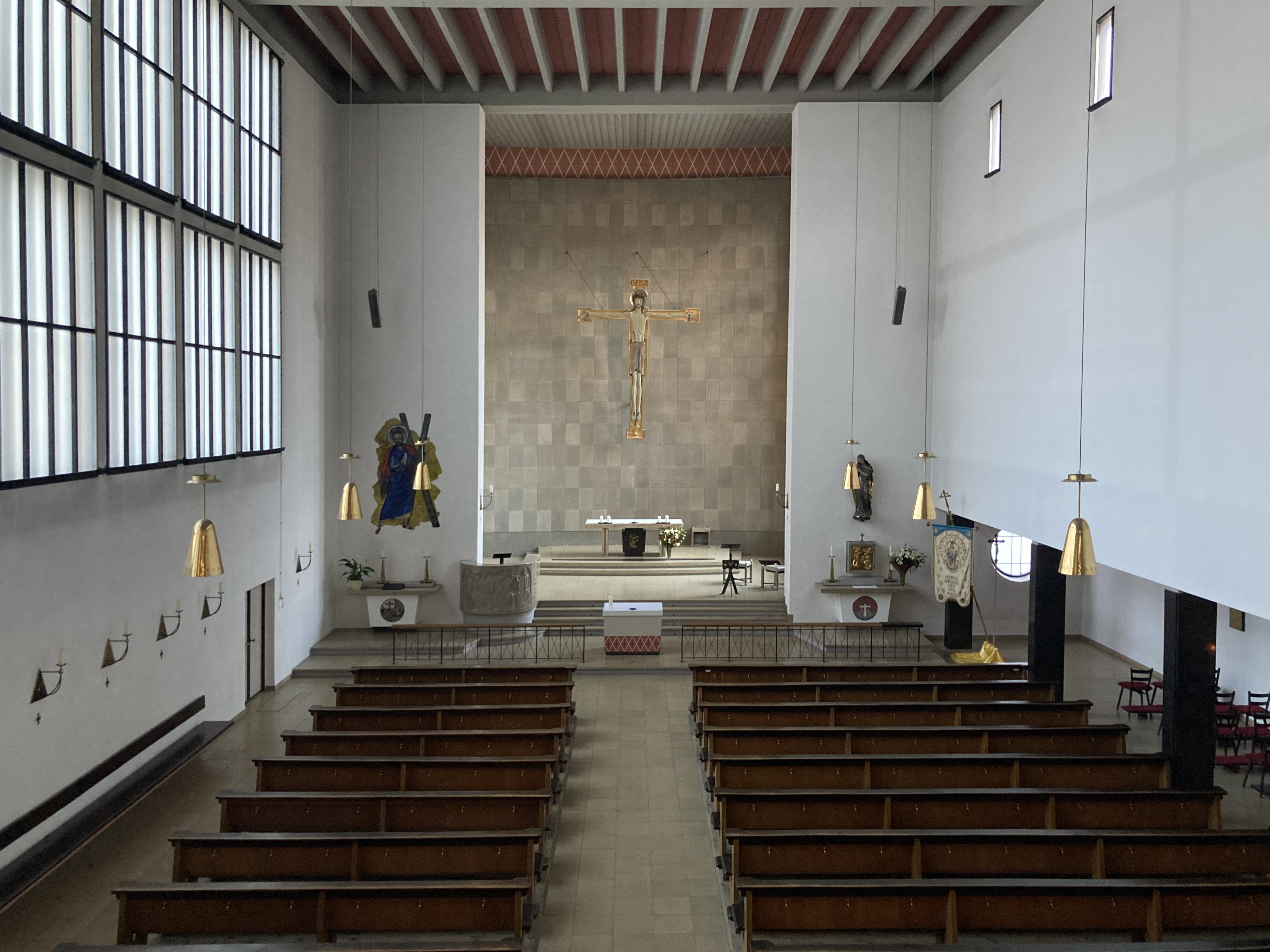
Innenraum mit Altarraum von der Empore aus

Kruzifix aus Lindenholz im Altarraum, geschnitzt von Georg Johann Lang

## Denkmalschutz
Das Kirchengebäude steht unter Denkmalschutz. Es wurde unter dem Aktenzeichen D-1-62-000-9391 in der Denkmalliste des Bayerischen Landesamtes für Denkmalpflege erfasst.

## Geschichte

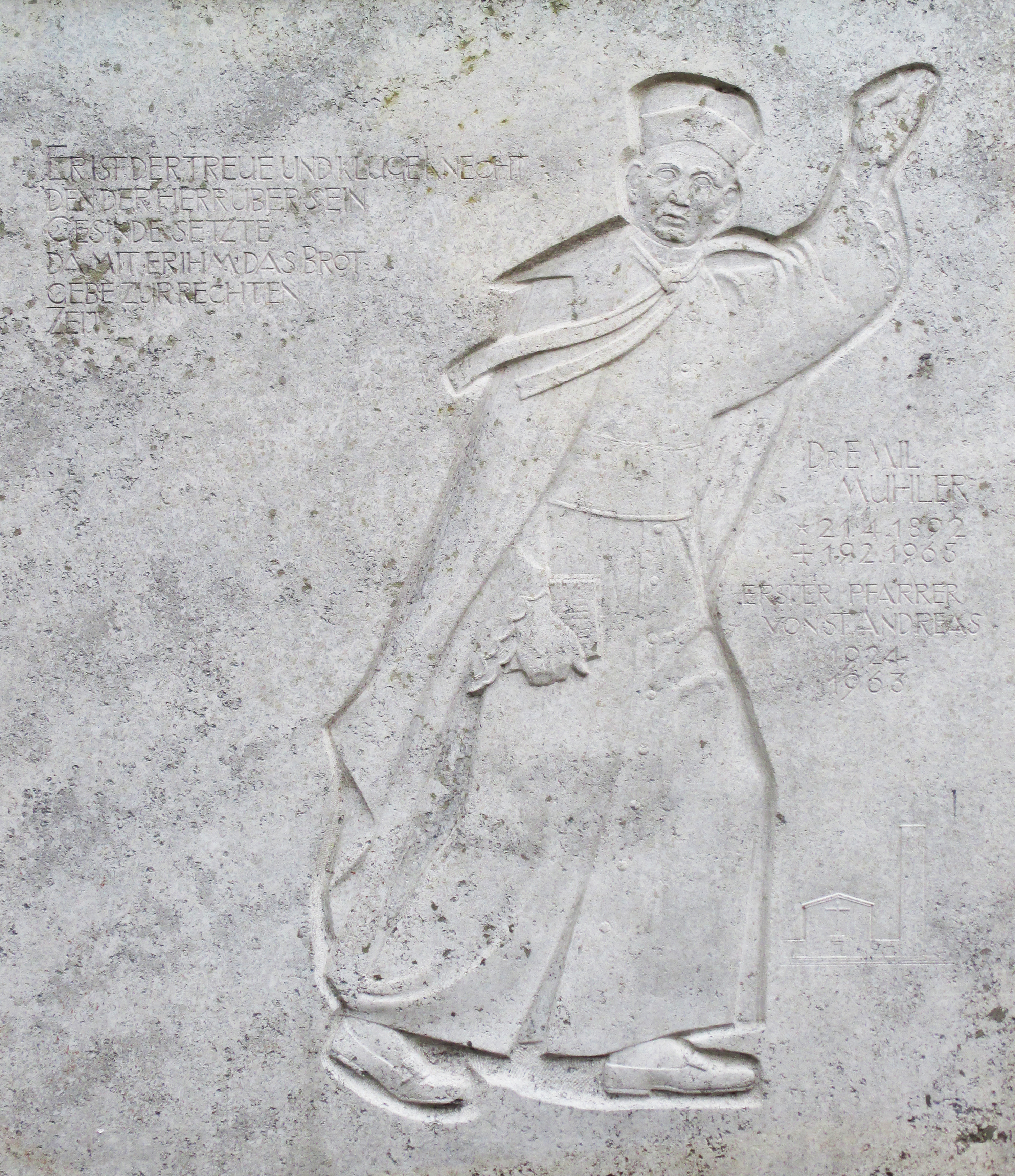
Wandrelief am Eingang von St. Andreas; es zeigt den ersten Stadtpfarrer Emil Muhler

Da in dem gegen Ende des 19. Jahrhunderts neu entstandenen und schnell an Bevölkerung gewinnenden Schlachthofviertel für eine Kirche zunächst kein Bauplatz zur Verfügung stand, wurde in den 1920er Jahren ein nicht mehr genutzter Tanzsaal in der Adlzreiterstraße 22 zu kirchlichen Zwecken umgebaut. Er wurde am 25. November 1923 geweiht und nach und nach von einer ursprünglich provisorischen Filialkirche der Pfarrei St. Peter zur Pfarrkirche St. Andreas umgebaut. Im Juli 1944 wurde diese Kirche samt inzwischen dazugebautem Kindergarten und Schwesternheim bei einem US-Bombenangriff zerstört. Kindergarten und Schwesternheim konnten nach Kriegsende wieder aufgebaut, die Ruine der Kirche jedoch nur provisorisch als Notkirche hergerichtet werden.
1950 wurden in der Zenettistraße vier Ruinengrundstücke als Bauplatz für eine neue Kirche erworben. Aus einem vom Erzbistum München und Freising ausgeschriebenen Architekturwettbewerb ging der Entwurf des Münchner Architekten Ernst Maria Lang als Siegerentwurf hervor. Im November 1952 begannen die Erdarbeiten, am 12. April 1953 war Grundsteinlegung, am 18. August Richtfest und am 29. November 1953 wurde die neue St.-Andreas-Kirche als eine der ersten Kirchen-Neubauten in der Landeshauptstadt München nach dem Zweiten Weltkrieg von Kardinal Joseph Wendel geweiht. Stadtpfarrer war, wie schon in der früheren Pfarrei St. Andreas, der Prälat Emil Muhler.
In zwei Bauabschnitten erfolgte 2009 und 2010 die Generalsanierung des Innenraums. Dabei wurden zunächst die Heizungsanlage und die Elektroinstallation an die aktuellen Erfordernisse angepasst. Danach erhielten Wände und Decken nach Abtragung der alten Farbschichten wieder ihre ursprüngliche Ausmalung mit Kalkfarbe. Insgesamt erfolgte eine Rückführung auf die ursprüngliche Architektur.

## Architektur

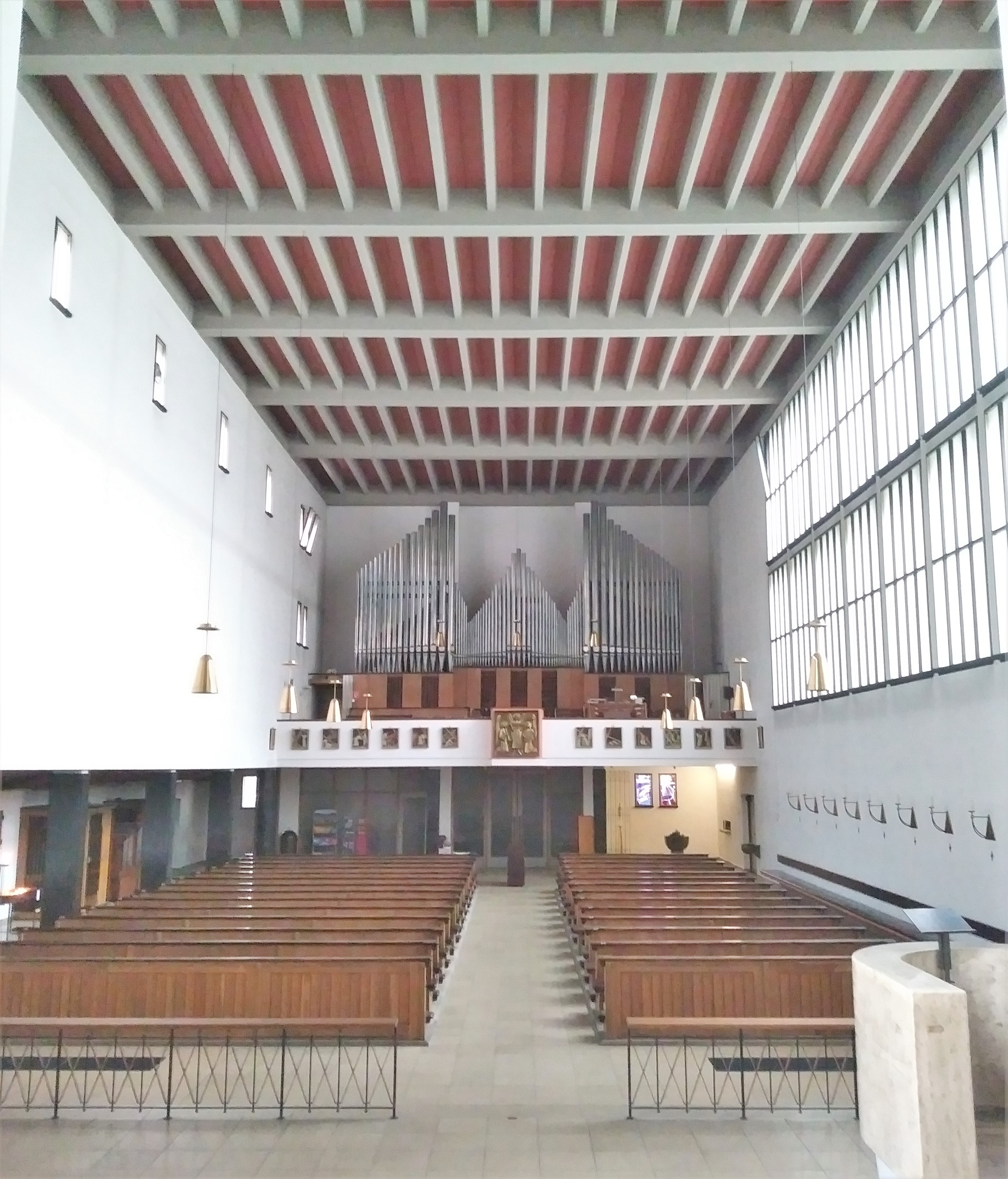
Innenansicht mit Blick zur Orgelempore

Der Kirchenbau in der typisch schlichten Sachlichkeit der beginnenden fünfziger Jahre ist weiß verputzt, die Fassade schmückt ein schlichtes, großes Holzkreuz. Nach Westen schließt sich als Verbindung zum dahinterliegenden zweistöckigen Pfarrhaus in rechtem Winkel der Flachbau der Sakristei an. Rechtsseitig der Kirche befindet sich bündig in der Straßenfront der freistehende 32 Meter hohe Turm.
Auch das Innere der Kirche ist in zeittypischer werkstoffgerechter Schlichte, die Balkendecke vermittelt dem Saalbau den Eindruck einer romanischen Basilika, alles konzentriert den Blick auf das überdimensionale Kruzifix aus Lindenholz im Altarraum. Dieses wurde von Georg Johann Lang (1889–1968) aus Oberammergau, dem Vater des Architekten, geschaffen.

## Orgel

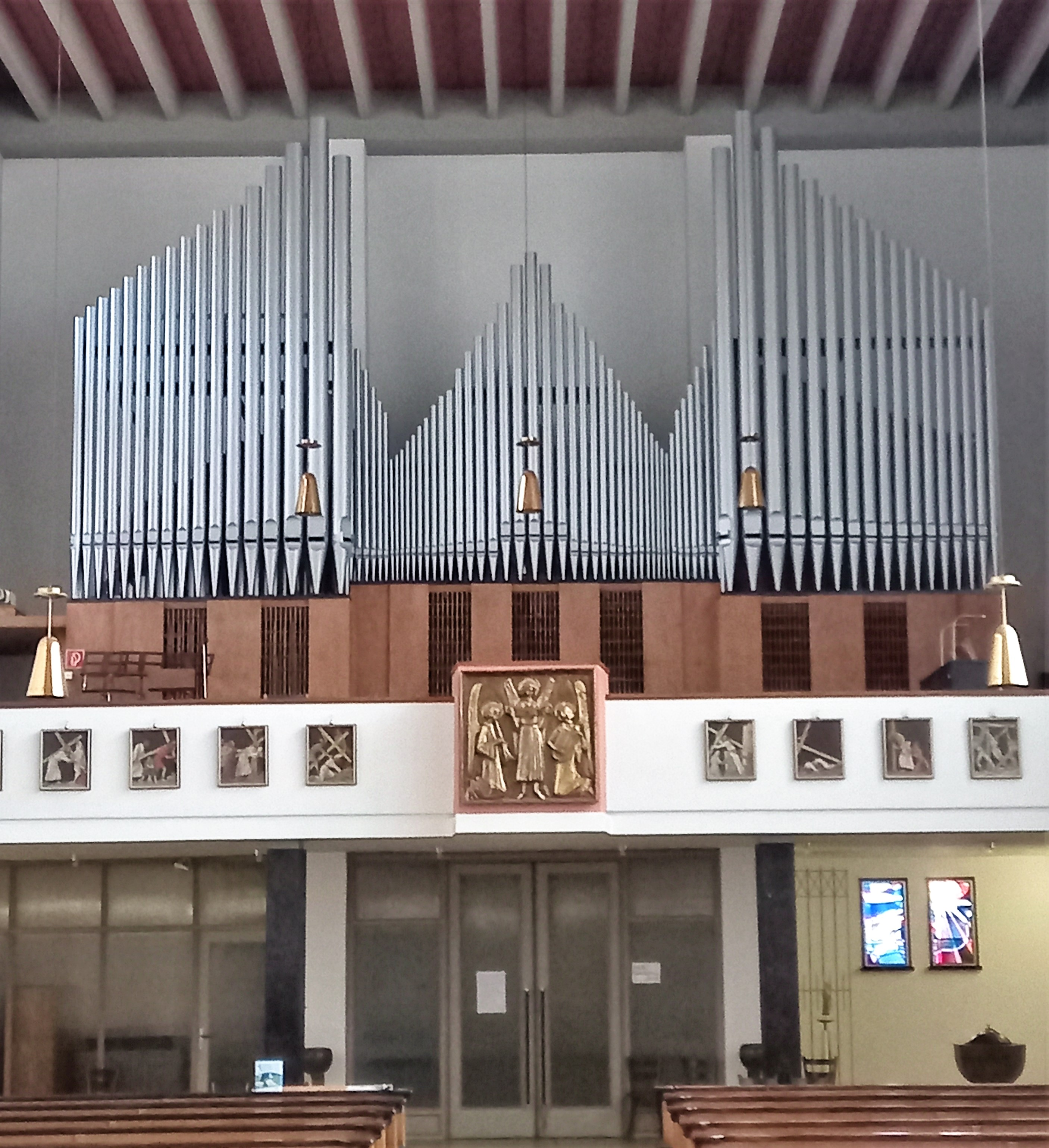
Blick zur Empore mit Moser-Orgel

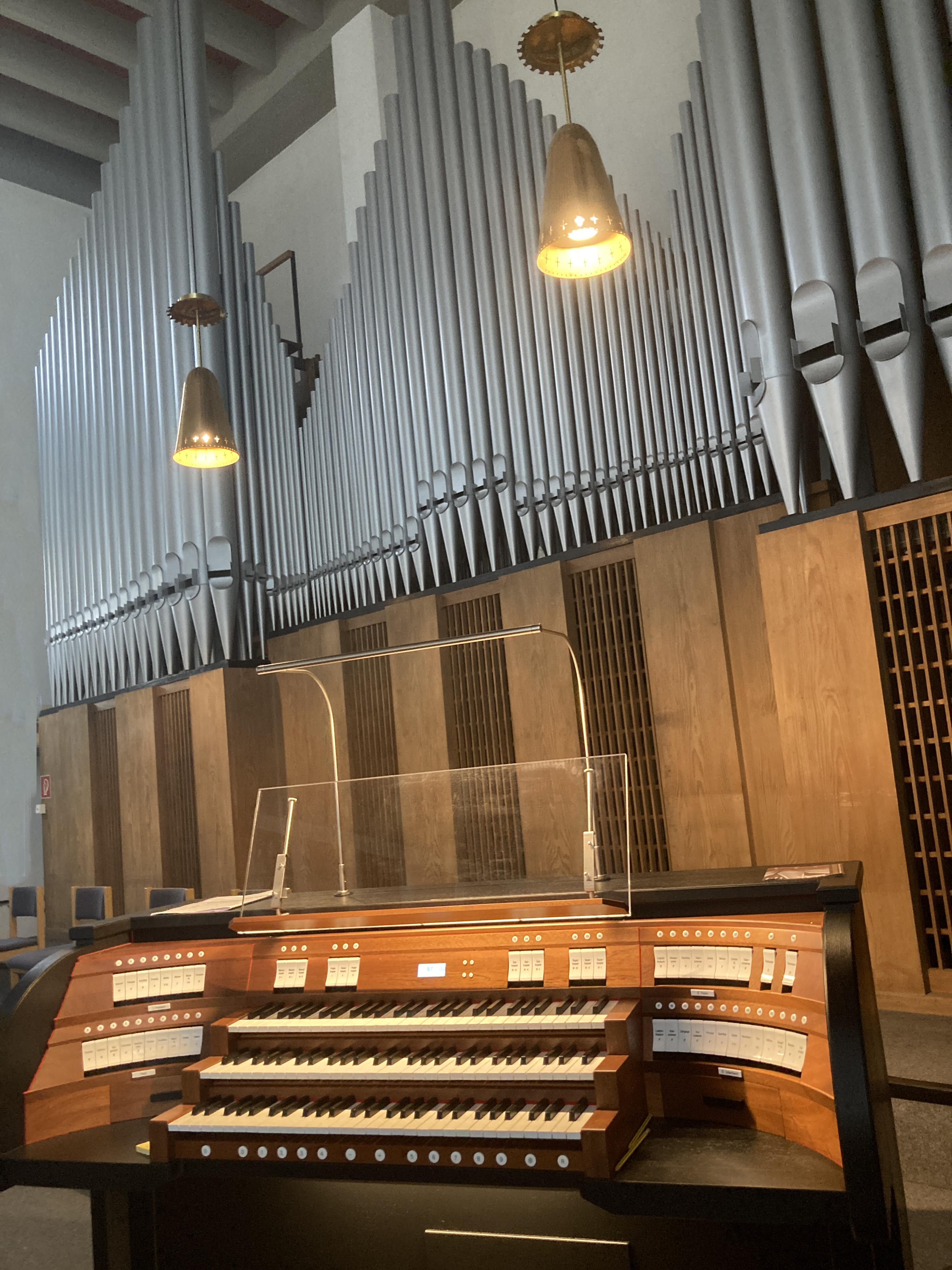
Spieltisch nach der Generalsanierung der Moser-Orgel

Die Orgel wurde um 1955 von Albert Moser gebaut. 1972 wurde sie durch Gerhard Schmid umgebaut. Nach den Restaurierungsarbeiten im Innenraum der Kirche wurde die Orgel 2011 gereinigt. 2020/2021 erfolgte eine umfassende Generalsanierung durch die Orgelbauwerkstätte Markus Bäumler aus Weiden (Opf.). Dabei wurde auch ein neuer, fahrbarer Spieltisch eingebaut.
Die Orgel hat folgende Disposition:
| I Hauptwerk C–g3 |       |
| Gedeckt          | 16′   |
| Principal        | 08′   |
| Soloflöte        | 08′   |
| Oktave           | 04′   |
| Quinte           | 2 ⁄3′ |
| Oktave           | 02′   |
| Mixtur IV        | 1 ⁄3′ |
| Trompete         | 08′   |

| II Positiv C–g3 |       |
| Gedackt         | 08′   |
| Weidenpfeife    | 08′   |
| Rohrpfeife      | 04′   |
| Kleinpommer     | 02′   |
| Quinte          | 1 ⁄3′ |
| Oktave          | 01′   |
| Cymbel III      | 1⁄2′  |
| Rohrschalmey    | 08′   |
| Tremulant       |       |

| III Schwellwerk C–g3 |        |
| Lieblich Gedackt     | 08′    |
| Rohrpommer           | 08′    |
| Zartgeige            | 08′    |
| Vox coelestis        | 08′    |
| Principal            | 04′    |
| Querflöte            | 04′    |
| Nasat                | 2 ⁄3′  |
| Nachthorn            | 02′    |
| Terz                 | 1 3⁄5′ |
| Sifflöte             | 01′    |
| Scharff IV-V         | 01′    |
| Musette              | 16′    |
| Cor anglais          | 08′    |
| Tremulant            |        |

| Pedal C–f1             |       |
| Principalbass          | 16′   |
| Subbass                | 16′   |
| Stillgedeckt (Transm.) | 16′   |
| Oktavbass              | 08′   |
| Gedecktbass            | 08′   |
| Pommer                 | 04′   |
| Flachflöte             | 02′   |
| Mixtur IV              | 2 ⁄3′ |
| Posaune                | 16′   |
| Clairon                | 04′   |

- Setzeranlage
- Koppeln: II/I, III/I, III/II, I/P, II/P, III/P; Suboktavkoppeln: III/I, III/II, III/III; Superoktavkoppeln: III/I, III/II, III/III

## Glocken
Im Turm befindet sich ein Geläut aus fünf Stahlguss-Glocken des Bochumer Vereins aus dem Jahr 1953. Sein Gesamtgewicht beträgt rund 4.550 Kilogramm. Das Vollgeläut ertönt nur an Hochfesten.
Die Glocken haben die Namen Dreifaltigkeit (c1), Andreas (es1), Maria (f1), Joseph (g1) und Michael (b1). Jede Glocke trägt eine deutsche und lateinische Inschrift, die die jeweilige Widmung zum Ausdruck bringt. Geordnet in absteigender Größe lauten sie:
| Glocke | Name                  | Schlagton | Gewicht | Durchmesser | Inschriften |
| ------ | --------------------- | --------- | ------- | ----------- | --- |
| 1      | Dreifaltigkeitsglocke | c1        | 1765 kg | 169 cm      | - Gloria Patri et Filio et Spiritui Sancto (Ehre sei dem Vater, dem Sohn und dem Heiligen Geist) - Gelobt sei jetzt und allezeit die heiligste Dreifaltigkeit.                            |
| 2      | St.-Andreas-Glocke    | es1       | 1105 kg | 142 cm      | - St. Andreas, patronus parocchiae nostrae, ora pro nobis (Hl. Andreas, Patron unserer Pfarrei, bitte für uns) - St. Andreas, Streiter und Held, führ deine Pfarrei zum Heiland der Welt. |
| 3      | St.-Maria-Glocke      | f1        | 750 kg  | 126 cm      | - Ave Maria, gratia plena (Gegrüßet seist du Maria, voll der Gnade) - Heilige Maria, in großem Vertrauen zu dir rufen die Mütter und Frauen.                                              |
| 4      | St.-Joseph-Glocke     | g1        | 515 kg  | 111 cm      | - Te Joseph celebrant agmina coelitum (Dich, Joseph, feiern die himmlischen Scharen) - St. Joseph, in des Lebens Stürmen mögst du die Männer treu beschirmen.                             |
| 5      | St.-Michael-Glocke    | b1        | 285 kg  | 92 cm       | - Michael archangele, veni in adjutorium populo Dei (Erzengel Michael, komm dem Volk Gottes zu Hilfe) - St. Michael, führ unsre Jugend zu Glaubensmut und reiner Tugend.                  |

## Veranstaltungen
Regelmäßig finden in und vor der Andreaskirche Veranstaltungen statt, so die jährliche Patroziniumsfeier um den 30. November mit dem Andreaskonzert und dem Andreasmarkt.